# Wood (Dakota del Sud)
Wood è un comune degli Stati Uniti d'America, situato in Dakota del Sud, nella contea di Mellette.